# Narodni list (Mostar)
Narodni list dnevne novine iz BiH koje su izlazile kao od 1934. do 1935. u Mostaru.  Uređivao ih je Branko Grković. List se definirao kao nezavisan informativni dnevni list Hercegovine.